# Federação Armênia de Hóquei no Gelo
A Federação de Hóquei no Gelo da Armênia é o órgão que dirige e controla o hóquei no gelo da Armênia, comandando as competições nacionais e a Seleção da Armênia de Hóquei no Gelo.
Tornou-se membro da Federação Internacional de Hóquei no Gelo em 22 de setembro de 1999.